# کاواش
کاواش (به مجاری:  Kávás) یک منطقهٔ مسکونی در مجارستان است که در زالا واقع شده‌است.